# 飲光部
飲光部（おんこうぶ、サンスクリット: Kāśyapīya; パーリ語: Kassapiyā, Kassapikā）は仏教の上座部系に属する部派。善歳部（梵: Suvarṣaka）とも称する。

## 語源
A. K. Warderによると梵名のカーシャピーヤ（Kāśyapīya）という呼称はアショーカ大王が最初の布教僧の一人として、ヒマヴァント国にカーシャパ（Kāśyapa）を派遣したという伝承から来ている。真諦三蔵は、『十八部論疏』の中で、カーシャパを飲光と訳すことについて、光（kāśa）を飲む（√pā）から、「飲光」と訳すのだと説明している。

## 歴史
A. K. Warderは、飲光部は紀元前190年ごろに独立した部派になったとする。説一切有部の『異部宗輪論』および上座部の『マハーワンサ』の両書が一致して述べる所によれば、飲光部は説一切有部の分派である 。大衆部の説明するところによると、飲光部は（有部の）分別論者たち（Vibhajyavādins）に由来する。A. K. Warderは、飲光部が「雪山部」（Haimavata）と呼ばれるようになったと主張している。

## 外見
148年から170年の間に、パルティア人の僧侶安世高が中国に渡来し、『大比丘三千威儀』と呼ばれるインド仏教の五大教派に使われる袈裟(kāṣāya)の色を記した書物を漢訳した。。『舎利弗問経』にはこの情報を確証する全く同様の記述が含まれている。『舎利弗問経』の該当部分には、「飲光部は衆生たちを保護することに関して勤勉・精力的である。彼らはモクレンの衣を身に纏うだろう」とある。どちらの出典においても、飲光部の比丘たちはモクレンの袈裟を纏うと記述されている。

## 教説
世友の『異部宗輪論』には飲光部が折衷学派であり、上座部と大衆部の両方の教説を支持していると書かれている。
『論事』の註釈書によれば、過去の出来事が現在に何らかの形で存在すると飲光部では信じてられていた。
A. K. Warderによると、阿羅漢も間違いを犯すし完璧ではないという教説が飲光部で支持されており、これは説一切有部や大衆部の諸部派と同じ考え方であるという。これらの部派では、ある種の阿羅漢（＝時解脱阿羅漢）は完全には欲を滅尽しておらず、その解脱は不完全で、彼らは阿羅漢位から有学の状態に退転することもあり得ると考えられていた。

## 典籍
ガンダーラ語版の『法句経』の所属部派として飲光部を想定する者もいる。
7世紀ごろに飲光部の教説書の小さな断片が残存していたことを玄奘と義浄が報告している。